# Alérion
Un alérion est un aiglon ou un petit aigle sans bec ni serres, utilisé en héraldique. On le représente montrant l’estomac, le vol étendu, mais souvent abaissé. Ce nom vient de « aliers », vieux mot gaulois désignant une espèce d’oiseau vivant de rapine. Gilles Ménage le fait dériver du mot latin « aquilario », diminutif de « aquila », désignant l'aigle.
Le blason de la Lorraine est d’or, à la bande de gueules, chargée de trois alérions d’argent posés dans le sens de la bande. On croit que la maison de Lorraine a adopté cet oiseau parce que « alérion » est l’anagramme de « Loreina », ancienne dénomination de la Lorraine. La légende prétend que Godefroy de Bouillon, en croisade pour libérer la Terre Sainte, traversait avec son armée un désert quand il aperçut le vol de trois oiseaux alignés. Ses hommes ayant faim, le duc tua les trois alérions d'une seule flèche.
Cet oiseau a inspiré à Guillaume de Machaut, principal musicien et poète du XIVe siècle, un récit allégorique sur l'amour, Le Dit de l'Alérion.

Blason de la Lorraine.
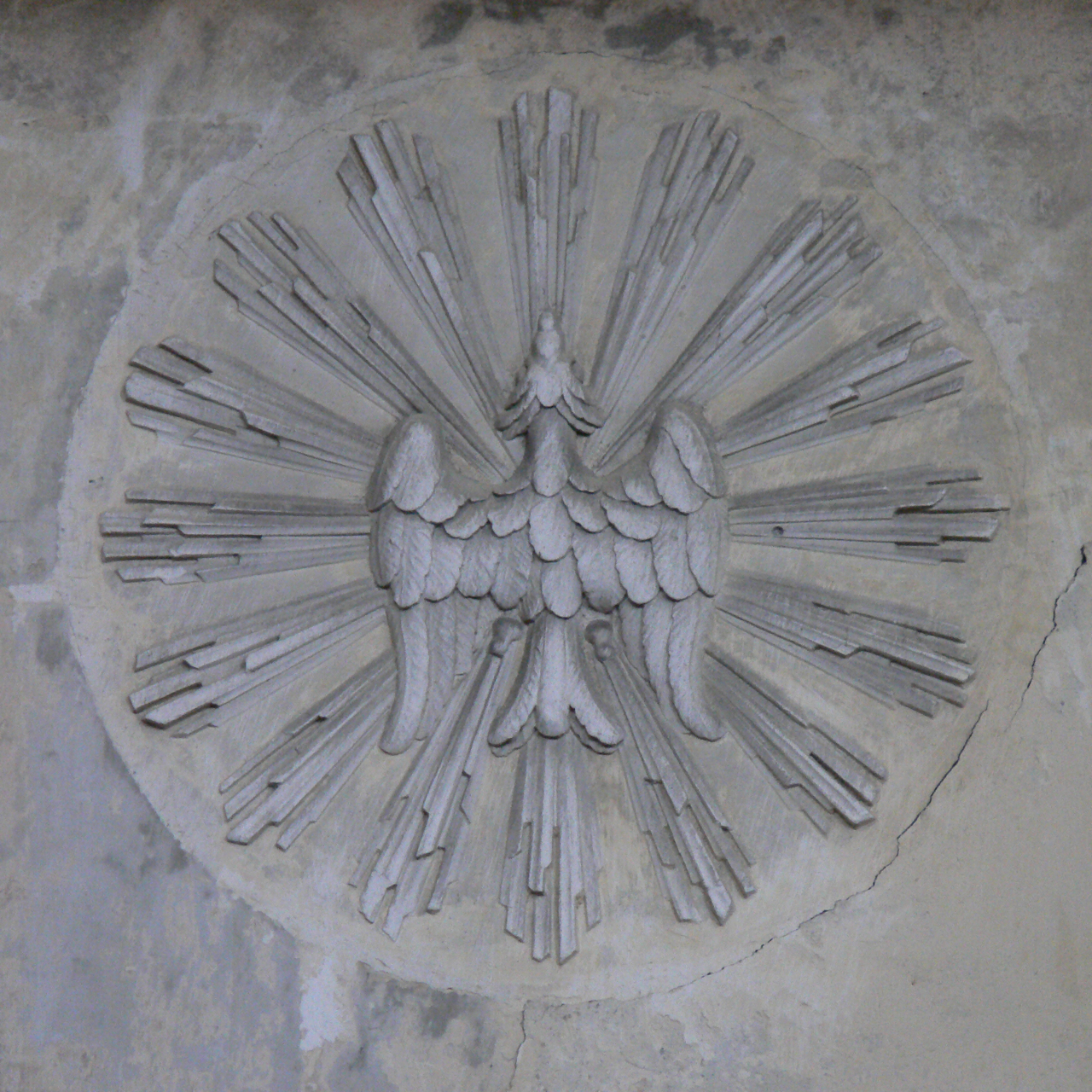
Alérion en la chapelle des ducs de Lorraine.
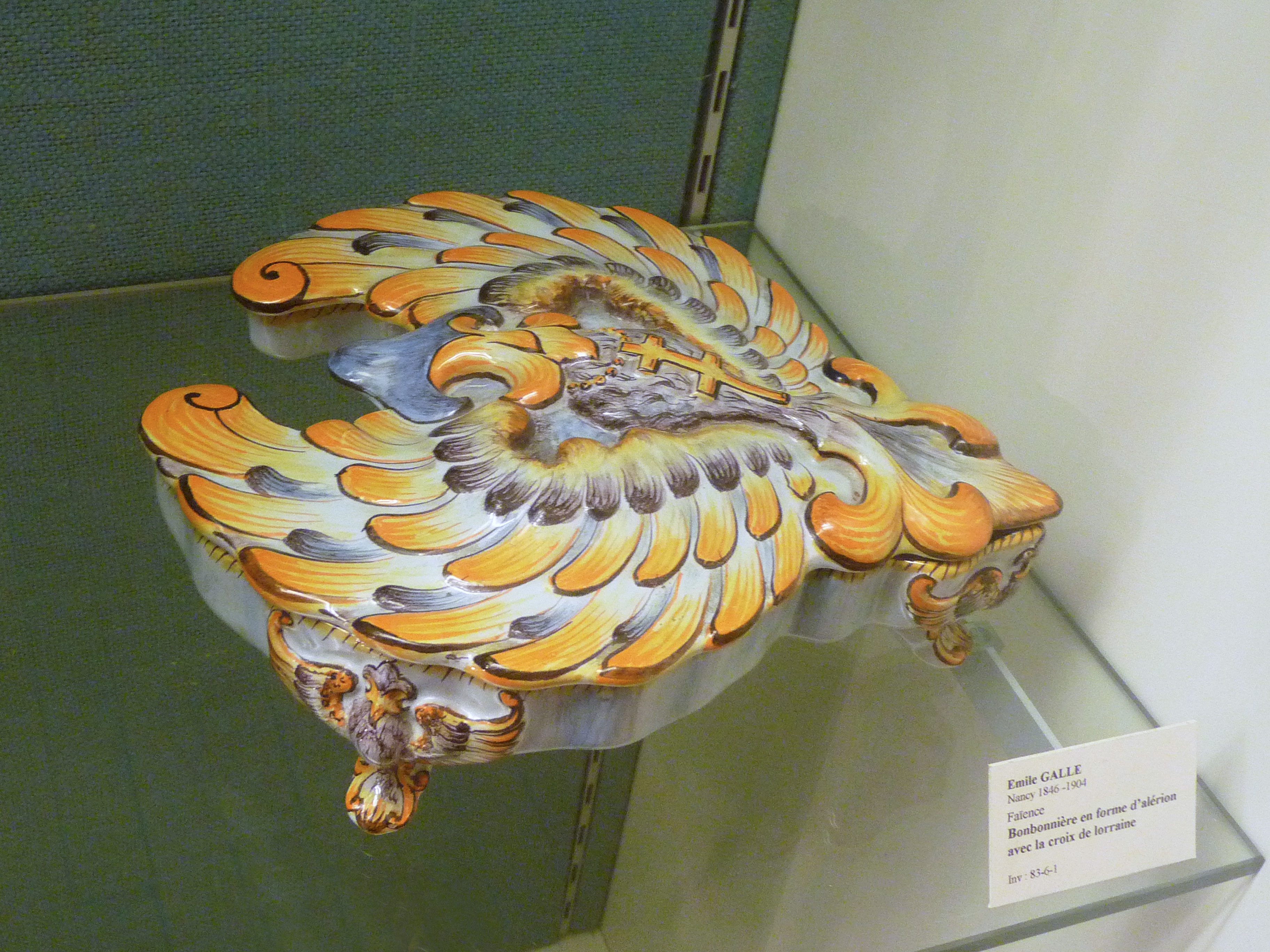
Bonbonnière en forme d'alérion avec la croix de Lorraine (Émile Gallé).